# 科西夫韋爾赫
48°26′43″N 23°37′20″E / 48.44528°N 23.62222°E
科西夫韋爾赫（烏克蘭語：Косів Верх）是烏克蘭西部的村莊，隸屬外喀爾巴阡州的胡斯特區。該村始建於1400年，海拔高度817米，2016年該村落人口0。